# Himmelkron
Himmelkron település Németországban, azon belül Bajorországban. Lakosainak száma 3445 fő (2023. december 31.).

## Népesség
A település népessége az elmúlt években az alábbi módon változott:
| Lakosok száma | 955  | 1511 | 1830 | 2833 | 3455 | 3490 | 3496 | 3506 | 3489 | 3445 |
|               | 1875 | 1950 | 1975 | 1987 | 2012 | 2014 | 2016 | 2017 | 2021 | 2023 |